# Purperastrild
De purperastrild (Pyrenestes ostrinus) is een felgekleurd vogeltje uit de familie van de prachtvinken (Estrildidae).

## Kenmerken
De purperastrild is overwegend rood van kleur met een donkere rug, vleugels en buikvlekken, het vrouwtje is bruinachtig van kleur. Hij heeft een forse sterke snavel en kan daarmee zeer harde noten kraken. Zijn totale lengte, van kop tot puntje van de staart, is 12 à 14 centimeter.

## Verzorging
Ze worden niet zo vaak in gevangenschap gehouden. Hun menu bestaat vooral uit noten. Ze bouwen een slordig nestje, van wat gras en ander materiaal. Ze leggen drie dofwitte eitjes en beide ouders bebroeden ze.

## Verspreiding en leefgebied
Deze soort is oorspronkelijk afkomstig uit Centraal-Afrika van de Goudkust tot Oeganda en zuidelijk tot Angola. Hij leeft voornamelijk in de struiken langs de rivieren.